# Túnel de Markusbierg
El Túnel de Markusbierg (en luxemburguès: Tunnel Markusbierg; en alemany: Tunnel Markusberg) és el nom que reben un parell de túnels paral·lels, que formen la part més oriental de l'autopista A13 a través de Luxemburg, prop del poble de Schengen. Els túnels tenen 1.575 metres de longitud i descendeixen cap a l'est, cap a la frontera alemanya en un gradient del 5%. L'extrem oriental del túnel es dirigeix directament a un viaducte que creua el riu Mosel·la que forma la frontera amb Alemanya. Els treballs de construcció es van iniciar el 15 de setembre de 1997 i els túnels es van obrir al tràfic el 24 de juliol de 2003, juntament amb la resta de A13. Els costos totals de la construcció van ser de € 65M, incloent 15 milions d'euros per a la instal·lació de sistemes de seguretat addicionals.